# Macachín
Macachín – miasto w Argentynie, w prowincji La Pampa, stolica departamentu Atreucó.
Według danych szacunkowych na rok 2010 miejscowość liczyła 4 814 mieszkańców.